# Lotus 43
La Lotus 43 è una vettura da Formula 1 progettata da Colin Chapman per la stagione 1966 del campionato. In parte riprendeva alcune componenti della Lotus 38, vettura destinata a Indianapolis, permettendo così di sfruttare l'esperienza con motori di grande cilindrata e con l'assetto delle sospensioni e degli pneumatici.

La vettura venne progettata in risposta al nuovo regolamento del 1966 che portava la cilindrata dei motori a 3 litri. Insieme con le gomme nuove e più larghe che permettevano di gestire la potenza dei motori più grandi si rese necessario realizzare un progetto più solido.

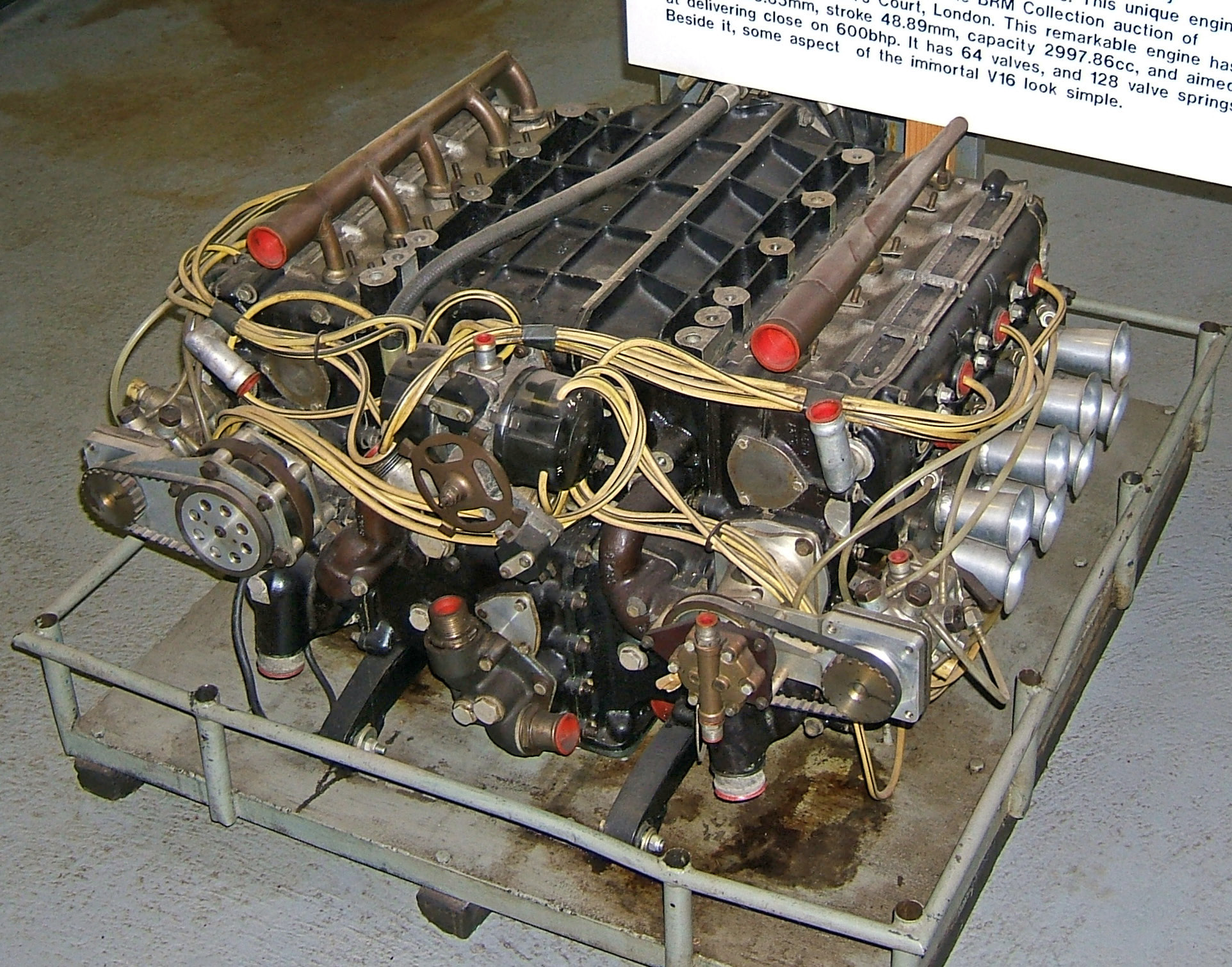
Il motore BRM H16 della Lotus 43

Chapman e la Lotus firmarono un contratto per l'utilizzo del nuovo motore H16 prodotto dalla BRM e per nuovi pneumatici. Sulla carta il motore era molto avanzato dal punto di vista tecnico e molto potente e Chapman sperava che questo motore potesse portare ad un'altra stagione di successi.
Ma questa speranza non si realizzò. Il primo segnale dei successivi problemi di questo motore divenne evidente quando per scaricarlo dal camion furono necessarie quattro persone. Il motore si dimostrò poco affidabile, troppo pesante e non forniva il livello di potenza promesso. Jim Clark non riuscì ad ottenere nessun punto fino a metà della stagione. Solo nel finale di stagione, Clark riuscì a ottenere qualche risultato e alla fine della stagione vinse il Gran Premio degli Stati Uniti a Watkins Glen, unica gara vinta dal motore BRM H16.  Nel 1967 la 43 effettuò la sua ultima partenza durante il Gran Premio del Sud Africa sul circuito di Kyalami dove Clark si ritirò. Il telaio della Lotus 43 era un progetto eccellente non supportato da un motore competitivo.
La Lotus tornò così al modello "33" con motore Climax (2,2 litri) sino al "Gran Premio d'Olanda 1967', quando con l'arrivo del motore Ford Cosworth DFV sulla Lotus 49, la scuderia iniziò un periodo di dominio nel campionato.
La "49" ereditava dalla "43" vari elementi come l'utilizzo del motore quale elemento portante del telaio, soluzione che faceva risparmiare peso; ad esso era anche collegata la sospensione posteriore.

## La Lotus 43 nei media
In ambito videoludico, la 43 compare in una mod del simulatore di guida Grand Prix Legends.